# ناحیه روکونگیری
ناحیه روکونگیری (به لاتین: Rukungiri District) یک منطقهٔ مسکونی در اوگاندا است که در استان غربی، اوگاندا واقع شده‌است. ناحیه روکونگیری ۳۲۱٬۳۰۰ نفر جمعیت دارد.